# Pie di Cavallo
Pie di Cavallo (tyska: Hoher Roßhuf) är en bergstopp i Österrike, på gränsen till Italien. Den ligger i den centrala delen av landet, 300 km väster om huvudstaden Wien. Toppen på Pie di Cavallo är 3 158 meter över havet.
Terrängen runt Pie di Cavallo är huvudsakligen bergig, men åt sydväst är den kuperad. Runt Pie di Cavallo är det ganska glesbefolkat, med 26 invånare per kvadratkilometer.. Närmaste större samhälle är Krimml, 17,7 km norr om Pie di Cavallo. 
Trakten runt Pie di Cavallo består i huvudsak av gräsmarker.